# Talc Dolomița
Talc Dolomita este o companie producătoare de piatră pentru construcții din Hunedoara.
Este controlată de firma Tender SA, care deține 76,94% din capital, urmată de SIF Banat-Crișana, cu 7,89% din titluri.
Număr de angajați în 2008: 212
Cifra de afaceri:
- 2007: 16,1 milioane lei (4,8 milioane euro)[1]
- 2006: 11,8 milioane lei[2]

Venit net:
- 2007: 1,9 milioane lei (0,6 milioane euro)[1]
- 2006: 1,2 milioane lei[2]